# Salacia spiralis
Salacia spiralis is een hydroïdpoliep uit de familie Sertulariidae. De poliep komt uit het geslacht Salacia. Salacia spiralis werd in 1928 voor het eerst wetenschappelijk beschreven door Trebilcock. 